# Centrum Monitoringu i Ochrony Wód Uniwersytetu Gdańskiego
Centrum Monitoringu i Ochrony Wód – jednostka Wydziału Oceanografii i Geografii Uniwersytetu Gdańskiego na Uniwersytecie Gdańskim. Centrum prowadzi działalność badawczo-dydaktyczną z zakresu limnologii, meteorologii oraz ochrony środowiska wodnego. Główna siedziba znajduje się w Gdańsku, a oddział terenowy usytuowany jest w Borucinie nad Jeziorem Raduńskim Górnym.

## Historia[1]
Centrum rozpoczęło swoją działalność 1 października 1959 roku jako Stacja Limnologiczna Uniwersytetu Gdańskiego, której pierwszym kierownikiem był dr Kazimierz Łomniewski, profesor UG. Początkowe badania obejmowały pomiary ewaporometryczne, prowadzone zarówno na lądzie, jak i na tratwie na Jeziorze Raduńskim Górnym. W 1967 roku jednostka została wyłączona ze struktury Katedry Geografii Fizycznej, a dwa lata później funkcję kierownika przejął doc. dr Jerzy Szukalski. W latach 70. stacja zacieśniła współpracę z Instytutem Meteorologii i Gospodarki Wodnej (IMGW). Kolejne lata przyniosły zmiany na stanowisku kierowniczym: w 1972 roku kierownictwo objął dr hab. Euzebiusz Okulanis, w 1993 roku – dr hab. Władysław Lange, profesor UG, a w 2005 roku – dr hab. Jerzy Jańczak. W 2012 roku kierownikiem został dr hab. Dariusz Borowiak, profesor UG. Od 2021 roku jednostką kieruje prof. dr hab. inż. Julita Dunalska. W lutym 2023 roku zmieniono nazwę jednostki ze Stacji Limnologicznej na Centrum Monitoringu i Ochrony Wód, podkreślając jej rozszerzoną działalność badawczą i dydaktyczną.

## Tematyka badań[2]
Centrum prowadzi badania nad funkcjonowaniem ekosystemów jeziornych i rzek, obejmujące:
- parowanie z powierzchni wodnej jezior i jego zmienność sezonową,
- stratyfikację termiczno-tlenową w jeziorach i jej wpływ na procesy biogeochemiczne,
- ocenę jakości wody jezior oraz ich zdolność do transformacji materii rozpuszczonej,
- badania nad lokalnym mikroklimatem,
- analizę transferu promieniowania słonecznego przez atmosferę i wpływ czynników meteorologicznych.

## Infrastruktura[3]
Na terenie oddziału w Borucinie znajdują się:
- budynek główny wyposażony w laboratorium fizyko-chemiczne, salę seminaryjną oraz salę komputerową,
- budynek dydaktyczny z miejscami noclegowymi,
- hangar na łodzie oraz slip do wodowania łodzi,
- ogródek meteorologiczny z pełnym wyposażeniem pomiarowym,
- wieża meteorologiczna do pomiaru parametrów atmosferycznych.

## Działalność dydaktyczna
Centrum organizuje zajęcia dydaktyczne dla studentów Uniwersytetu Gdańskiego, a także warsztaty edukacyjne dla uczniów szkół podstawowych i ponadpodstawowych. Zajęcia obejmują tematykę z zakresu limnologii, ochrony środowiska wodnego, meteorologii oraz fizyki atmosfery.